# Alexander Carew

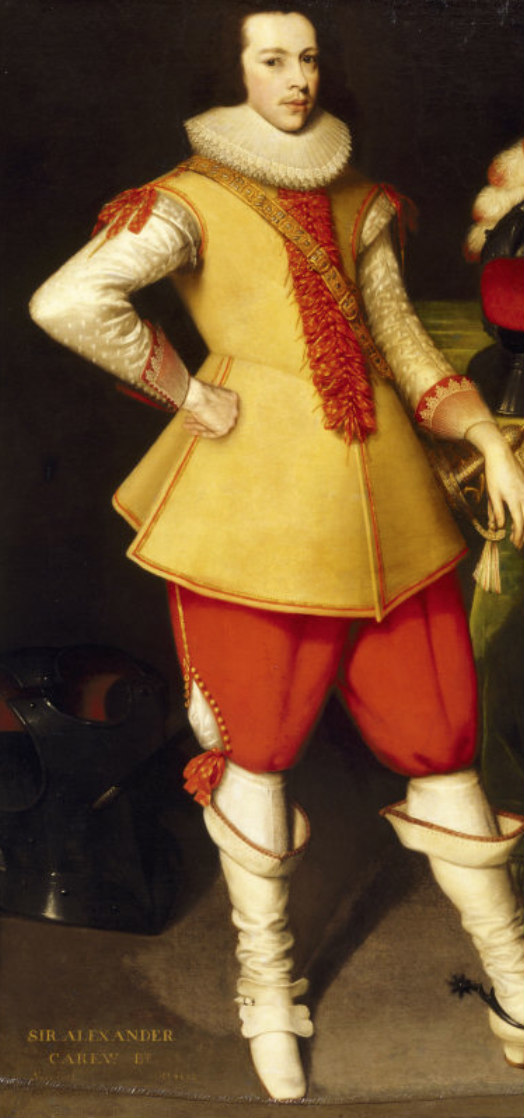
Alexander Carew auf dem Gemälde eines unbekannten Künstlers

Sir Alexander Carew, 2. Baronet (* 30. August 1608 oder 30. August 1609; † 23. Dezember 1644 in London) war ein englischer Adliger, Politiker und Militär. Während des englischen Bürgerkriegs wurde er von den Anhängern des Parlaments wegen Verschwörung hingerichtet.

## Herkunft
Alexander Carew entstammte der Familie Carew von Antony, einer angesehenen Familie der Gentry von Cornwall. Er war der zweite, doch älteste überlebende Sohn von Richard Carew und dessen ersten Frau Bridget Chudleigh. Sein puritanischer Vater soll für eine sorgfältige Erziehung seiner Kinder gesorgt haben, aber offensichtlich besuchte Alexander keine Universität. Ab dem 18. März 1628 lernte er Rechtskunde am Middle Temple in London.

## Rolle während des Englischen Bürgerkriegs

### Unterstützer des Parlaments

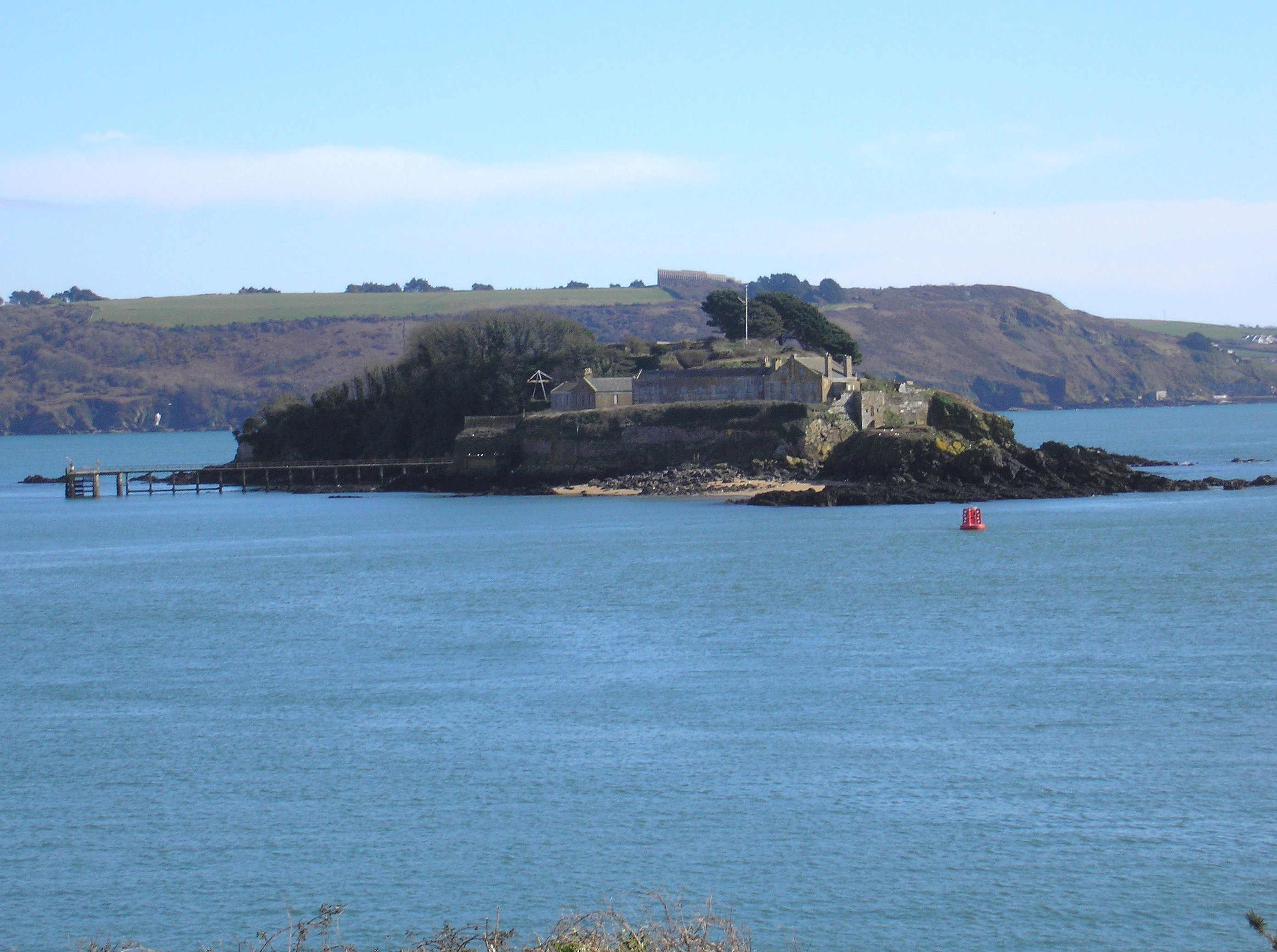
Die strategisch wichtige Festungsinsel Drake’s Island, deren Gouverneur Carew während des Bürgerkriegs war

Als Puritaner wurde Carew ein entschlossener Unterstützer des Parlaments in dessen Auseinandersetzung mit König Karl I. Obwohl Carews Vater auch Puritaner war, hatte dieser sich dagegen seit 1624 politisch zurückgehalten, was zu einer Entfremdung zwischen Vater und Sohn führte. Dazu wurde sein Vater 1641 vom König zum Baronet, of Antony in the County of Cornwall erhoben. Bei der Unterhauswahl im November 1640 wurde Carew zusammen mit Bevil Grenville zum Knight of the Shire für Cornwall gewählt. Als Knight of the Shire war Carew während des langen Parlaments für die Parlamentspartei von hohem Symbolwert, entsprechend wurde er Mitglied in 22 Parlamentsausschüssen. Sein Kollege Grenville, der politisch den König unterstützte, bedrängte Carew 1641, der Bill of Attainder gegen den königlichen Vertrauten Thomas Wentworth, 1. Earl of Strafford nicht zuzustimmen. Carew soll entgegnet haben:

“If I were sure to be the next man that should suffer upon the same scaffold with the same axe, I would give my consent to the passing of it.”

„Selbst wenn ich sicher wäre, dass ich der nächste Mann sein würde, der auf demselben Schaffott mit derselben Axt enthauptet würde, würde ich dem Gesetz zustimmen.“

Diese Entgegnung zeigt Carew als entschlossenen Anhänger des Parlaments, aber auch, dass er wohl skrupellos versuchte, Popularität zu erlangen. Wie mehrere andere Abgeordnete aus Cornwall, vor allem Francis Rous, soll er besonders den Bischöfen feindlich gesinnt gewesen sein. Im Juli 1642 sollte er zusammen mit drei anderen Abgeordneten in Cornwall die Miliz für die Seite des Parlaments einberufen. Allerdings versuchten auch die Royalisten in Cornwall ein Aufgebot aufzustellen. Carew und die anderen Parlamentarier konnten im August 1642 den Richter Robert Foster während eines Assize Court nicht überzeugen, die Bildung dieses Aufgebots zu verbieten. Kurz nachdem Carews Vater gestorben war und er dessen Besitzungen und den Titel geerbt hatte, wurde er am 27. März 1643 zum Mitglied des Sequestrationsausschusses ernannt, der Cornwall von der königlichen Verwaltung trennen sollte. Dazu wurde er Gouverneur von Island of St Nicholas, einer Inselfestung, die die Zufahrt zum strategisch wichtigen Hafen von Plymouth beherrschte.

### Vereitelter Seitenwechsel und Hinrichtung
Im Juli 1643 führte Carew die Parlamentstruppen, die das belagerte Exeter entsetzen sollten, wurde jedoch von Belagerungstruppen unter John Berkeley zurückgeworfen. Als die königlichen Truppen auch Bristol eroberten und weiter nach Südwestengland vorrückten, bekam Carew Zweifel, ob die Anhänger des Parlaments den Krieg noch gewinnen konnten. Über seinen Nachbarn, dem mit ihm dazu verwandten königlichen Oberst Piers Edgcumbe sowie durch William Scawen nahm er Kontakt mit Berkeley auf und bot ihm einen Seitenwechsel und die Übergabe der Inselfestung St Nicholas an. Obwohl ihm Berkeley fest zusagte, dass er für seine bisherige Unterstützung des Parlaments nicht belangt würde, verlangte Carew weitere Zusagen, dass er begnadigt würde. Bevor er jedoch diese erhalten konnte, wurde er von einem Diener verraten und am 19. August 1643 verhaftet. Durch Beschluss des House of Commons wurde er am 4. September 1643 seiner Ämter enthoben und sein Parlamentssitz wurde ihm aberkannt. Er wurde mit einem Schiff nach London gebracht und am 5. Dezember 1643 im Tower eingekerkert. Am 19. November 1644 wurde er schließlich in der Guildhall vor ein Kriegsgericht gestellt. Nach der Anhörung mehrerer Zeugen, darunter des Bürgermeisters von Plymouth, verurteilte ihn das Gericht unter dem Vorsitz von John Corbet wegen Verschwörung zum Tode. Carews Frau bat um Begnadigung, worauf ihm am 25. November ein Monat Zeit gewährt wurde, um seine Angelegenheiten zu regeln. Ein weiteres Gnadengesuch wurde am 21. Dezember zurückgewiesen. Am Vormittag des 23. Dezember 1644 wurde Carew auf dem Tower Hill enthauptet. Er ging gefasst aufs Schafott, seine Rede vor seiner Hinrichtung wurde auf einem Flugblatt gedruckt. Am gleichen Tag wurde er in der Kirche St Augustine in Hackney beigesetzt.

## Nachwirkung
Carews Unterstützung für das Parlament während des Englischen Bürgerkriegs soll royalistisch gesinnte Verwandte von ihm so erzürnt haben, dass ein Porträt von ihm in Antony House aus dem Rahmen geschnitten und im Keller verstaut wurde. Nachdem er jedoch als Verräter durch das Parlament hingerichtet wurde, galt er als royalistischer Märtyrer, worauf das Bild später wieder mit groben Stichen repariert und aufgehängt wurde.

## Familie und Nachkommen
Carew hatte 1631 Jane Rolle, eine Tochter von Robert Rolle aus Heanton in Devon geheiratet. Mit ihr hatte er mehrere Kinder, darunter:
- Joan Carew († 1715) ⚭ Walter Kendall (1626–1693)
- Sir John Carew, 3. Baronet (1635–1692)
- Thomas Carew (* um 1633)
- Richard Carew (1641–1691)

Sein Erbe wurde sein minderjähriger Sohn John. Carews Witwe überlebte ihn um fast 35 Jahre, sie starb erst 1679.